# ソードライン

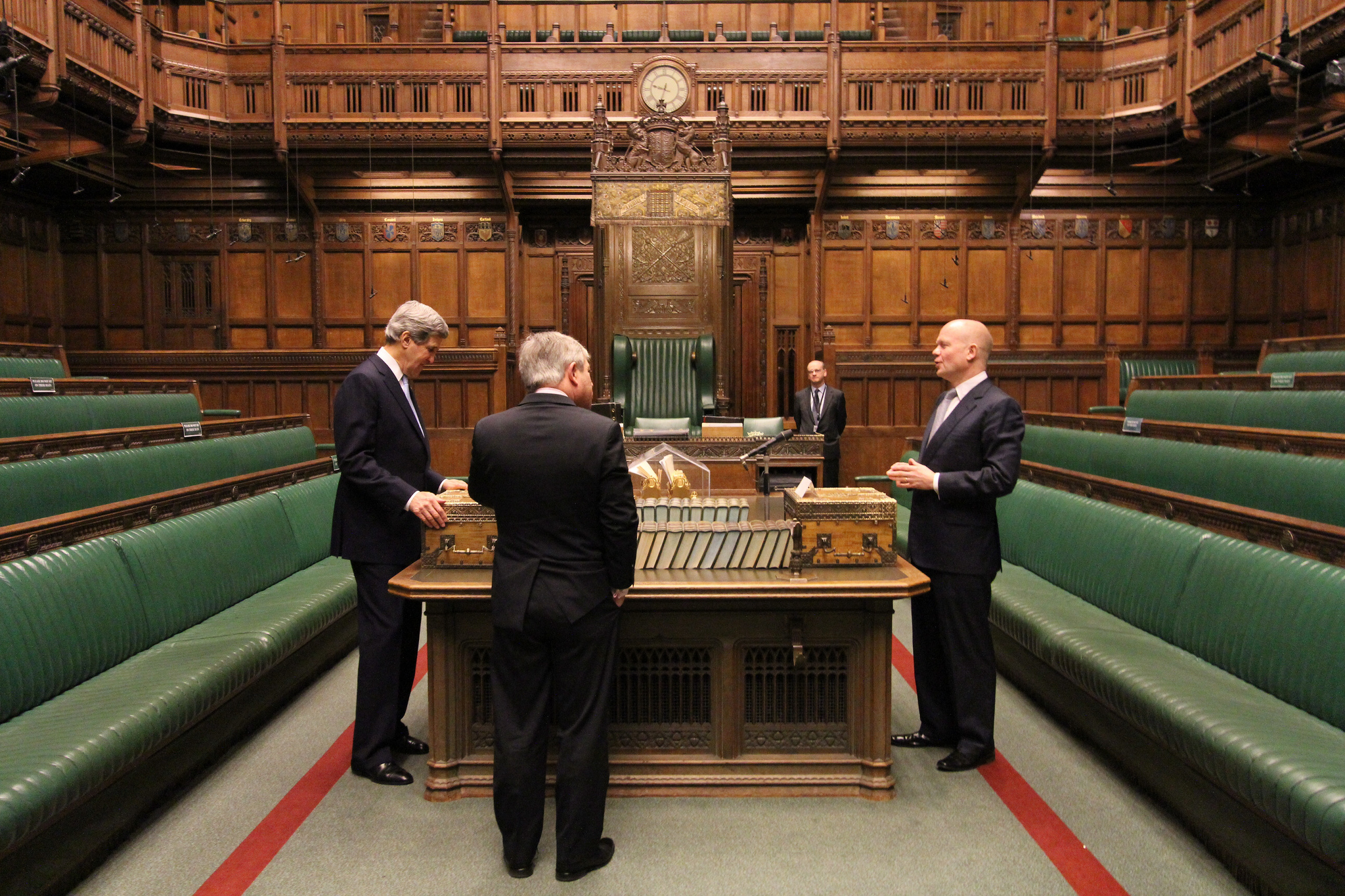
庶民院の本会議場。床に引かれた赤い線がソード・ライン

ソードライン（sword line）は、ウェストミンスター宮殿にあるイギリスの議会の庶民院本会議場の床に引かれた2本の線。剣線と訳されることもある。
中央の演説台で質問等が行われるが、その中央部と左右の議員席を分ける2本の赤い線である。線から出なければ左右どちらからも剣の届かない距離（剣の全長2本分）になっており、質問等の用事のないものはソードラインを越えてはならない規則がある。
昔、剣を身に着けていた頃に生まれた、無用な争いを避けるための知恵だと言われる。しかしながら議場に剣を持ち込むことが認められているのは議院警察権の象徴として帯剣している守衛官のみであり、歴史上議員が帯剣して入場できたことはないので、この俗説は誤りである。
「規則や統制に従うこと」を意味する英熟語 toe the line は、ソードラインに由来するという説があるが、これも誤りである。
現在でも、質問・答弁中にこの線を踏むと、古参議員から「反則!」の声が飛ぶという。

### 註釈
1. ↑  議会が貴族院と庶民院に分離する前の1313年にエドワード2世が制定した甲冑着用禁止法により、議場への武器および鎧の持ち込みは禁じられている。ちなみにウェストミンスター宮殿の議員控室にあるハンガーには剣を吊るすためのリボンが備え付けられており、現在もこれを使う議員がいるという[3]。